# Almirez (pico)
El pico Almirez, con una altitud de 2514 m s. n. m., es el segundo pico más alto de la Sierra Nevada almeriense y segundo también en altura de la provincia de Almería, tras el Chullo, en la misma cordillera. Se enclava en el Parque nacional de Sierra Nevada.

## Descripción
Presenta una doble cima característica. La cima noreste (2514), de mayor altitud; y la suroeste (2511 m), ligeramente inferior, ambas separadas por un collado.
Su acceso más sencillo es desde el sur, ascendiendo desde Laujar de Andarax y pasando por los refugios de Monterrey y El Cerecillo. La cara norte, más escarpada, es accesible desde Fiñana, previo paso por el refugio de Ubeire.
Administrativamente, se encuentra en el límite de los términos municipales de Fiñana y Laujar de Andarax.